# Cap de Gelada
El Cap de Gelada  és una muntanya de 2.449 metres que es troba entre els municipis de la Vall de Boí i de Vilaller, a la comarca de l'Alta Ribagorça.
Aquest cim està inclòs al llistat dels 100 cims de la FEEC